# Tanaecia consanguinea
Tanaecia consanguinea är en fjärilsart som beskrevs av William Lucas Distant 1886. Tanaecia consanguinea ingår i släktet Tanaecia och familjen praktfjärilar. Inga underarter finns listade i Catalogue of Life.